# 蘭開夏道
蘭開夏道（英語：Lancashire Road）位於香港九龍仔，東接衙前圍道與喇沙利道交界，西接窩打老道及雅息士道交界。自牛津道起為單程向西道路，而牛津道至喇沙利道一段為雙程道路。蘭開夏道以英國蘭開夏郡命名。
由於蘭開夏道為衙前圍道的西端，故可以說是一條交通要道。在蘭開夏道附近亦為學校區，例如九龍塘宣道小學建於現址。而窩打老道及蘭開夏道交界也有香港九龍塘基督教中華宣道會。也有小量從九龍城而來的巴士於蘭開夏道停泊。由於蘭開夏道是九龍仔的其中一條要道，當蘭開夏道發生意外時會引致塞車。

## 交匯道路
- 衙前圍道
- 喇沙利道
- 牛津道
- 何東道
- 劍橋道
- 窩打老道
- 雅息士道

## 沿線建築物
- 九龍塘宣道小學

## 公共交通
- 九巴：2D、7B、10
- 城巴：22
- 九龍區專線小巴：25A、25B、25M(S)
- 紅色小巴：黃大仙→青山道

## 流行文化
「蘭開夏道」一名也被用於命名香港作家王迪詩曾於《信報》連載的專欄(2008-2019)，及後更結集成書。